# Remo en los Juegos Suramericanos de 2014: W1x
La prueba de remos cortos individual femenina en Santiago 2014 se llevó a cabo el 9 de marzo de 2014 en la Laguna de Curauma, Región de Valparaíso. Participaron en la prueba 6 remadoras.

## Resultados
| Rank              | Calle | Nacionalidad | Remadora         | Tiempo Total | Diferencia |
| ----------------- | ----- | ------------ | ---------------- | ------------ | ---------- |
| Medalla de oro    | 5     | Brasil       | Fabiana Beltrame | 7:48.65      |            |
| Medalla de plata  | 1     | Argentina    | Gabriela Best    | 7:56.14      | +0:07.49   |
| Medalla de bronce | 4     | Chile        | Antonia Abraham  | 7:56.30      | +0:07.65   |
| 4                 | 3     | Venezuela    | Roxieri Guerra   | 8:09.58      | +0:20.93   |
| 5                 | 6     | Paraguay     | Alejandra Alonso | 8:09.94      | +0:21.29   |
| 6                 | 2     | Perú         | Camila Valle     | 8:28.13      | +0:39.48   |